# 太田辨次郎
太田 辨次郎 (弁次郎)（おおた べんじろう、1898年4月27日 - 1981年〈昭和56年〉11月11日）は、日本の実業家、歌人。

## 経歴
四代目太田清蔵のニ男として、福岡県に生まれる。実兄は五代目太田清蔵。1917年福岡県立中学修猷館、1921年7月第五高等学校経済科を経て、1924年7月東京帝国大学経済学部経済学科を卒業。
卒業後、博多湾鉄道汽船に入社し、副支配人となる。1926年6月、第一徴兵保険（東邦生命保険の前身）に転じ、取締役経理部長、1946年4月専務、1954年6月副社長を経て、1961年5月、兄五代目太田清蔵から引き継ぎ、東邦生命保険社長に就任。1977年6月同会長となる。九州勧業、箱根カントリー倶楽部、芝パークホテル、帝国ホテル、西日本鉄道の取締役も務めた。
1981年11月11日、日本赤十字社医療センター（東京都渋谷区）で腸閉塞により死去。83歳没。
歌人でもあり、筆名「伊吹高吉」として、歌集を出版している。

## 歌集
- 『朝川』第二書房、1952年
- 『保険百歌』白路出版部、1965年
- 『その白き花を』白路出版部、1968年
- 『日本の空』白路出版部、1975年
- 『いちばん長い歌』白路出版部、1982年